# Lucia Galeazzi Galvani
Lucia Galeazzi Galvani (Bolonya, 3 de juny de 1743 – Bolonya, 30 de juny de 1790) fou una científica italiana.

## Biografia
Lucia Maddalena Galeazzi va néixer a Bolonya el 3 de juny de 1743. Era filla de Paola Mini i de l'anatomista Domenico Gusmano Galeazzi, membre destacat de l'Acadèmia de Ciències de Bolonya, i neta del pintor Domenico Galeazzi. Va créixer en un entorn favorable a la cultura científica mentre rebia una educació humanística i religiosa que la va portar a passar un any, encara jove i soltera, al monestir bolonyès de San Pietro Martire. «Dona de qualitats destacades i de gran cultura» però amb mala salut, Lucia Maddalena Galeazzi patiria al llarg de la seva vida «atacs de febre aguda i asma convulsiva i catarral».
El 1762 es va casar amb el metge Luigi Galvani, deixeble del seu pare i futur professor d'anatomia pràctica a la Universitat de Bolonya (1775), i d'obstetrícia a l'Institut de Ciències (1782), i esdevingué la seva col·laboradora. Per invitació de Domenico Gusmano, la parella va anar a viure a la casa Galeazzi, i al cap d'uns anys es va traslladar a casa seva.

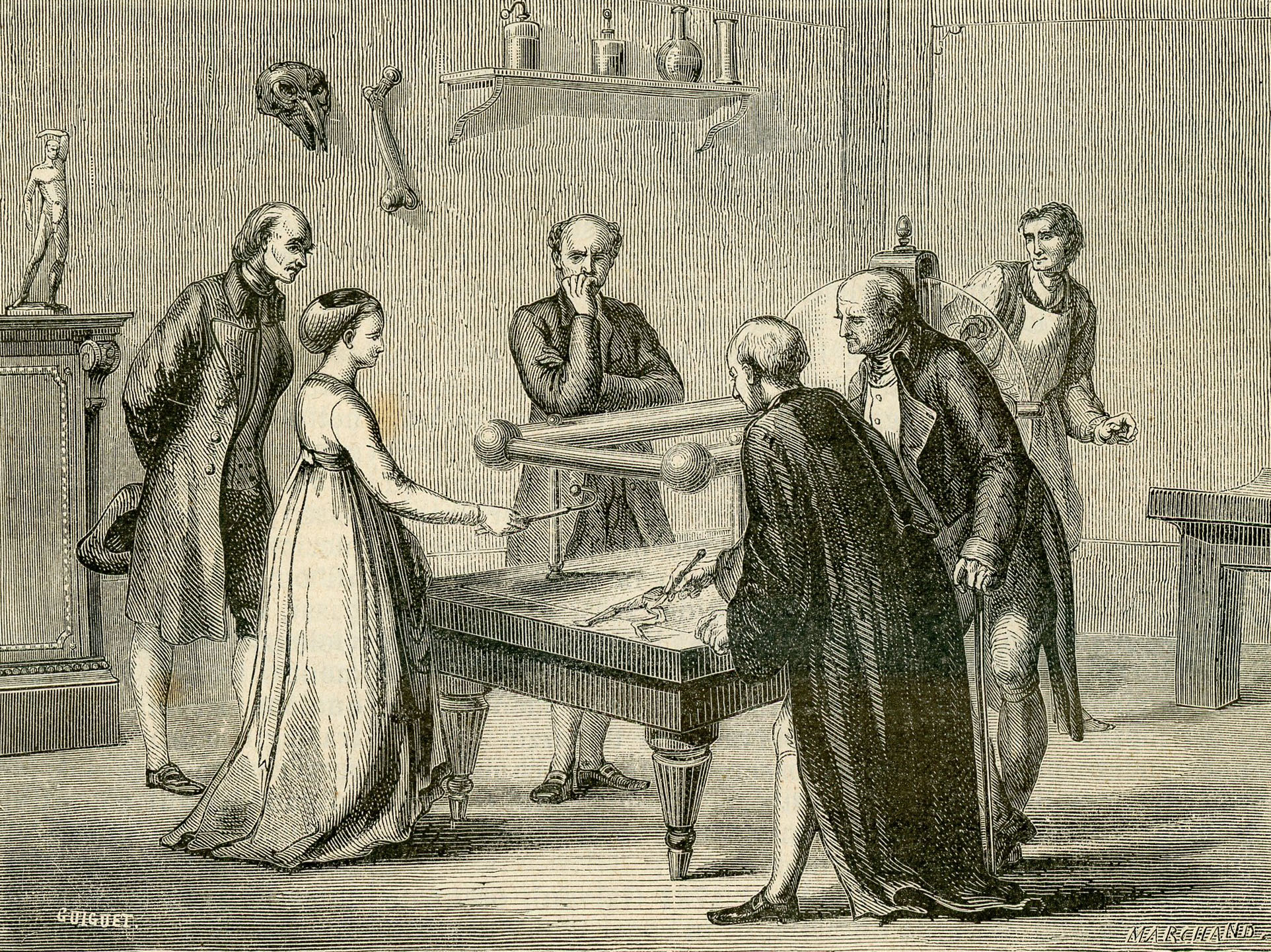
Experiments sobre la irritabilitat dels músculs de la granota amb electricitat en una xilografia de 1886 per al centenari de Galvani.

L'any 1780 la parella va fundar un laboratori per a l'estudi de les reflexions i l'electricitat animal, coneguda avui com a galvanisme. Lucia Galeazzi Galvani no només va participar activament en la investigació i els experiments, sinó que va encoratjar la investigació independent del seu marit assessorant-lo i donant-li suport fins a la seva mort.
Una pintura d'Antonio Muzzi conservada a la Sala de Física Elèctrica (o Sala dei Telamoni) del museu Palazzo Poggi mostra Lucia Galeazzi col·laborant amb el seu marit i el seu nebot Camillo.
A més de l'assistència i ajuda en el laboratori, com sostenen les fonts contemporànies i la iconografia conservada, Lucia Galeazzi també va exercir com a assistent mèdica del seu marit quan treballava com a cirurgià i obstetra. I es va dedicar a la revisió dels seus textos i lliçons mèdiques, com explicà ell mateix.
Lucia Galeazzi Galvani va morir d'asma a Bolonya el 1790, atesa pel seu marit.
A causa de les convencions de la seva època i l'efecte Matilda resultant, Lucia Galeazzi Galvani no va ser acreditada per cap dels seus treballs científics al laboratori.